# دریک، ترکیه
دریک، ترکیه (به ترکی استانبولی: Derik) یک منطقهٔ مسکونی در ترکیه است که در استان ماردین واقع شده‌است. دریک ۸۵۰ متر بالاتر از سطح دریا واقع شده‌است.
جمعیت این شهر بر اساس سرشماری سال ۲۰۰۸ میلادی ۱۹٬۷۰۴ نفر و بر اساس برآوردهای سال ۲۰۰۹ میلادی ۱۹٬۸۷۳ نفر بوده‌است.